# 吉良義尚
吉良 義尚（きら よしなお、応永21年（1414年） - 応仁元年（1467年））は、室町時代の武将。三河西条吉良氏（上吉良）3代。吉良俊氏の嫡男。西条城主。幼名は三郎。官位は従四位下、左兵衛佐。弟に頼氏、義真、義富。子に斯波義健室（本光院秀本）。

## 生涯
元服時に室町幕府4代将軍足利義持から「義」の一字を授かり義尚と名乗ったと云われる。足利一門の中でも家格が高く、父俊氏が禁裏警護の長官（武者頭）をしていたため、無位無官の時、既に昇殿を許されていたという。父の跡を継ぎ、武者頭に任ぜられる。
永享4年（1432年）10月、三河国奉公衆中条詮秀・満平親子が6代将軍足利義教の怒りに触れ所領没収された際、一色持信とともに没収領を分給される。
嘉吉の乱の半年後（嘉吉元年（1441年）12月）、畠山持国が左兵衛督への昇進を望んで許されたが、このことについて『建内記』は「過分事歟、然者吉良・管領・山名已下定可申歟、希代事也」と記しており、昇進を申し入れた者のうちの筆頭に吉良義尚を挙げている。当時、将軍は不在であり（足利義勝が将軍となるのは翌年）、義尚は家格の高さから将軍の代行をしていたと考えられる。
文安4年（1447年）5月、3管領の一つ斯波家内部では当主斯波千代徳丸（斯波義健）が若年のため、重臣甲斐常治と一族斯波持種の間で対立が起こり一触即発の状態にあったが、義尚は自分の娘を千代徳丸に嫁がせ、婿として後見すると約束し、対立する両者を自邸に招いて和解させている（『建内記』）。
享徳元年（1452年）、娘婿である斯波義健が急死すると男児が無かったため、弟の義真に家督を譲り引退して京都に住んだ。文正元年（1466年）秋、病気となり翌応仁元年（1467年）10月に没した。享年54。法名は正法院殿義山常重大禅定門。